# Шарха

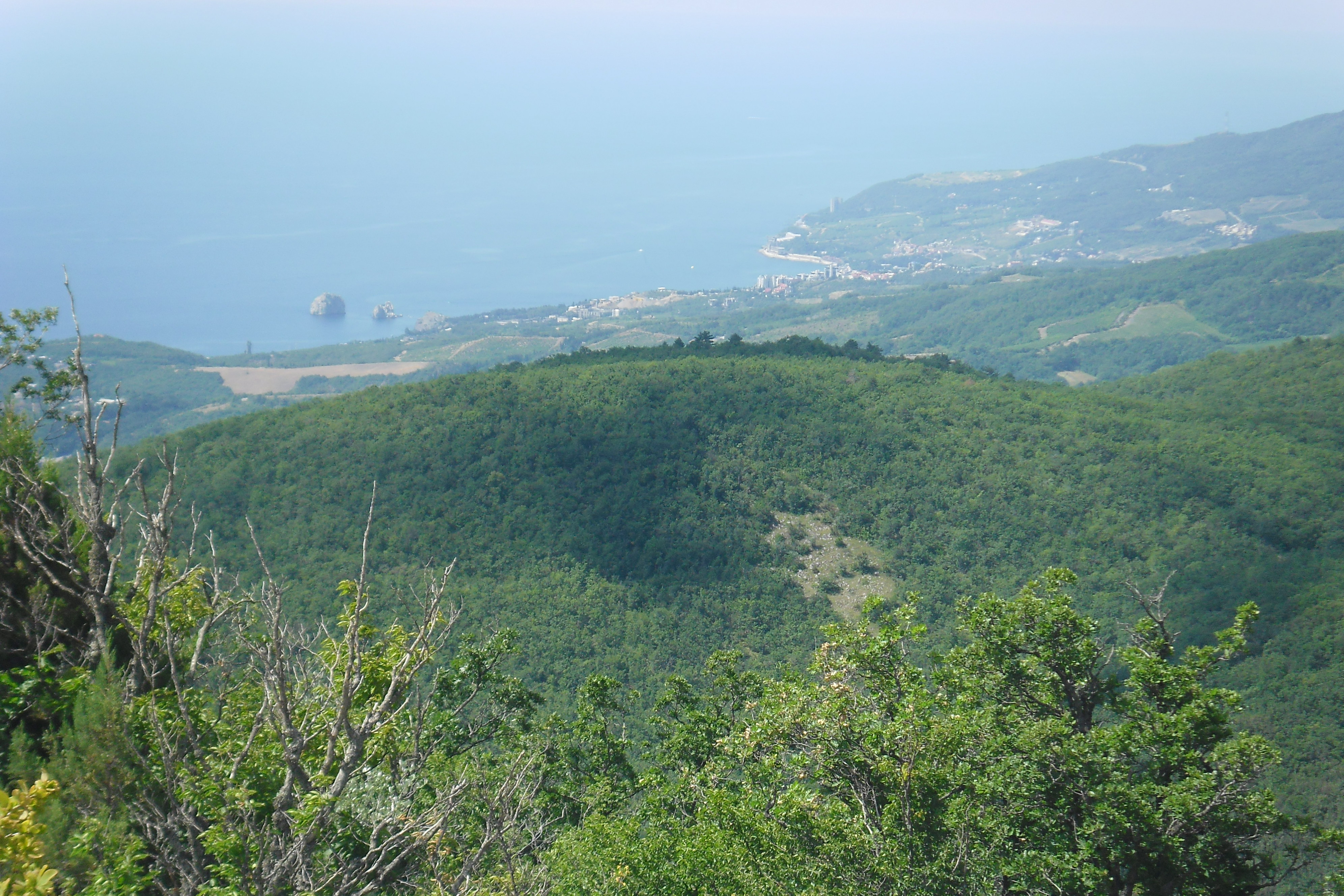
Шарха зі схилів Парагільмену.

Шарха — гора в Криму, Україна. Район нп Малий Маяк. Вершина лісиста, полога. Висота гори — 725 м.

## Геологія
Гора складена світло-сірими кислими породами — тоналіт-порфірами і плагіограніт-порфірами середньої юри. Біля підніжжя південно-східного схилу магматичні породи частково розробляються щебеневим кар'єром (ВАТ «Шархинський кар'єр»).
Склад тоналіт-порфірів (у%) — кварц (30-40), плагіоклаз (45-65), біотит (1-3), вторинні: хлорит (1-3), кальцит (3-9), серицит (5-7), фіксуються вкрапленники (до 13%).
Плагіограніт-порфіри (у%) — кварц (40-50), олігоклаз і андезин (50-55), біотит (3-5), мусковіт (до 1) вторинні: хлорит і кальцит (до 5) серицит (3-4).